# Awaous nigripinnis
Awaous nigripinnis är en fiskart som först beskrevs av Valenciennes, 1837.  Awaous nigripinnis ingår i släktet Awaous och familjen smörbultsfiskar. Inga underarter finns listade.